# Bitva u řeky Fej
Bitva u řeky Fej byla vojenským střetnutím mezi útočící tiskou říší Raná Čchin, která ovládala severní Čínu, a bránící se jihočínskou říší Ťin. Stalo se tak v listopadu roku 383 n. l., Ťinové dokázal odvrátit hrozbu a zvítězit i přes obrovskou převahu nepřítele.

## Historické pozadí
V pozadí bitvy u řeky Fej byla dezintegrace Číny z důvodu občanské války, zvané nepokoje osmi knížat, a následným útokům pěti barbarských kmenů ze severu a západu na přelomu 3. a 4. století. Pod tlakem útoků nomádských jezdců byli panovníci dynastie Ťin vypuzeni ze severní Číny na území na jih od řeky Jang-c’, kde se jeden z ťinských knížat chopil moci a roku 317 prohlásil císařem. takto omezená říše Ťin je nazývána Východní Ťin.
Na severu se po čase prosadila říše Raná Čchin, jejíž panovník Fu Ťien sjednotil severní Čínu. Krátce poté započal vyvíjet nátlak i na Východní Ťin a v roce 379 dobyl důležité město Siang-jang. Čtyři roky na to se pokusila ťinská armáda o znovudobytí města, ale bez úspěchu. Na to se Fu Ťien rozhodl, že je správný čas k zahájení hlavního útoku na jižní Čínu. Shromáždil armádu skládající se z 600 000 mužů a 270 000 jezdců. I za předpokladu, že jsou tyto počty přemrštěné, se muselo jednat o obrovskou armádu, skládající se ze spousty národů pod Fu Ťienovou vládou. Toto mnohonárodnostní vojsko se vydalo na jih do údolí Jang-c’ k řece Fej.

## Bitva
Šance Ťinů, vzhledem k převaze protivníka 10:1, byly mizivé. Žádné důvěryhodné záznamy bitvy se nedochovaly. Podle jedné z verzí vyslal ťinský generál Sie Süan k Fu Ťienovu veliteli Fu Žungovi posla, jenž předal nabídku utkat se v řádné bitvě za předpokladu, že se čchinské vojsko stáhne od břehu řeky, aby ji ťinská armáda mohla přebrodit. Poněvadž v tom viděl příležitost jak ťinské jednotky zničit, nařídil Fu Žung celé armádě, aby se stáhla, přičemž plánoval, že jakmile nepřítel překročí řeku, obrátí se proti němu a zničí ho. Nicméně během přeskupování vojska se mezi muži rozkřikla fáma, že ustupují kvůli tomu, že byli poraženi. Navíc k tomu všemu ihned po překročení řeky ťinské oddíly započaly útok na týl Fu Ťienových sil. Chaos vzniklý uvnitř čchinské armády nedokázal Fu Žung zkrotit a byl smeten spolu se svými muži při hromadném úprku z bitevní vřavy.

## Důsledky bitvy
Zatímco říše Východní Ťin si zachovala nezávislost, říše Raná Čchin se v následujících letech rozpadla.